# Латур, Морис Кантен де
Морис Кантен де Лату́р, Ла Тур (фр. Maurice Quentin de La Tour; 5 сентября 1704, Сен-Кантен — 17 февраля 1788, Сен-Кантен) — французский живописец и рисовальщик эпохи рококо и раннего неоклассицизма. Академик Королевской академии живописи и скульптуры. Один из крупнейших портретистов XVIII века, наряду с современниками Жаном-Батистом Перронно и Жаном-Симеоном Шарденом — мастер рисованного пастельного портрета.

## Жизнь и творчество
Морис был третьим сыном Франсуа де Ла Тура, выдающегося писателя, инженера-географа и кантора коллегиальной церкви города Сен-Кантен (регион О-де-Франс). С детства проявил интерес к рисованию. После окончания коллежа, в восемнадцать лет, пожелав стать художником, он уехал из Сен-Кантена в Реймс, затем в Камбре, в поисках учителей и примеров для подражания.
16 октября 1719 года Морис поступил в ученики к Клоду Дюпушу, художнику и члену престижной Академии Святого Луки в Париже. В 1725 году, находясь в Камбре, где собирался конгресс, намеревавшийся примирить императора Карла VI и короля Испании Филиппа V в конце англо-испанской войны, Морис Кантен де Латур выполнил портрет испанского посла. Посланник английского короля пригласил его последовать за ним в Лондон и предоставил в его распоряжение крыло своего дворца.
Общение с английской аристократией приучило молодого художника к общению с заказчиками из «хорошего общества». Созданные им портреты богатых банкиров, принцев и модных кокеток «переходили» в мастерские гравёров Лондона Уильяма Шарпа, Ричарда Эрлома, Уильяма Вуллетта, Валентайна Грина. Добившись успеха в двадцать три года, он покинул Англию в 1727 году и вернулся во Францию.
По возвращении во Францию он обосновался в Париже, где, воспользовавшись господствовавшей в то время англоманией, выдавал себя за английского художника.

Портрет маркизы де Помпадур. Между 1749 и 1755. Пастель на серо-голубоватой бумаге, гуашь. Лувр, Париж

В течение нескольких лет Латур совершенствовал своё мастерство. Известность его росла всё более, чему способствовала также и мода на рисунки пастелью, распространившаяся тогда во французском обществе — мода, которую венецианка Розальба Каррьера ввела во Франции во время своего визита в Париж в 1720 году.
Большую известность Латуру принёс пастельный портрет Вольтера, созданный им в 1735 году. Утверждённый Королевской академией живописи 25 мая 1737 года, Латур впервые выставил в Парижском салоне в августе-сентябре того же года грандиозное изображение президента Риэ «в рост», что увеличило его известность. В том же году он представил парижской публике автопортрет и портрет мадам Буше.
10 марта 1745 года он получил вид на жительство в галереях Лувра. В августе-сентябре Латур выставил в Парижском салоне портрет короля, дофина, министра Орри, а также несколько других портретов. 24 сентября 1746 года он был принят в Королевскую академию, а в 1750-м получил титул королевского живописца, который и сохранял в течение двадцати трёх лет.
27 марта 1751 года он был назначен советником Королевской академии живописи и скульптуры, которая также назначила его 4 августа 1753 года членом комитета, ответственного за рассмотрение работ, которые будут выставлены в Салоне. Художник получил прозвание «Принц пастелистов» (le prince des pastellistes).
Латур отличался дерзким характером, не щадил своих моделей, даже высокопоставленных лиц, демонстративно выставляя иногда трудно осуществимые условия. «Здесь всё яснее прорывается наружу столь характерный для всего XVIII века процесс эмансипации художника, всё яснее осознающего себя независимой творческой личностью». Так на просьбу написать портрет мадам де Помпадур он ответил резко: «Скажите мадам, что я не собираюсь писать на её вилле». Однажды он сделал замечание королю, когда тот вошёл в его мастерскую во время работы: «Невозможно подчиняться вашему величеству», — сказал живописец; Я вернусь, когда мадам останется одна" и вышел переодеваться в другую комнату. Он также отказался завершить портреты нескольких французских дам, потому что они «заставили его ждать».
Успех его был бесспорен, критика единодушна до такой степени, что Латура одолело чрезмерное честолюбие и он мечтал сделать пастель господствующей портретной техникой в Академии. Он стал использовать большие форматы для полуфигурных изображений и больших портретов в полный рост. Он искал способы закрепления хрупкой пастели, чтобы она стала стойкой, как живопись маслом (закрепление пастели производилось лаками или олифами, но это уничтожает её особенную матовую поверхность, «ловящую свет»). Из-за своего дотошного перфекционизма он испортил некоторые из портретов. Латур позволял себе неоднократные провокации, такие как портрет чёрного раба, ностальгирующего по своей стране среди высших французских сановников.
Связанный с филантропическим движением эпохи Просвещения, Морис Кантен де Латур материально поддерживал религиозные учреждения в своём родном городе за их социальную работу. В 1782 году он основал школу рисования, которая существует до настоящего времени под названием École de La Tour.
В 1784 году, когда художник стал страдать старческим слабоумием, семья привезла его обратно в Сен-Кантен. После его смерти в 1788 году большая часть его работ были завещаны его братом городу Сен-Кантен.
По свидетельству современников Латура, он, как редко кто-либо другой, схватывал сходство; с этим качеством соединялись сила, гармония и красота цвета, сохранившихся до настоящего времени в его портретах, несмотря на их давность. Многие произведения Латура воспроизводились в гравюрах выдающимися мастерами его времени.

## Галерея

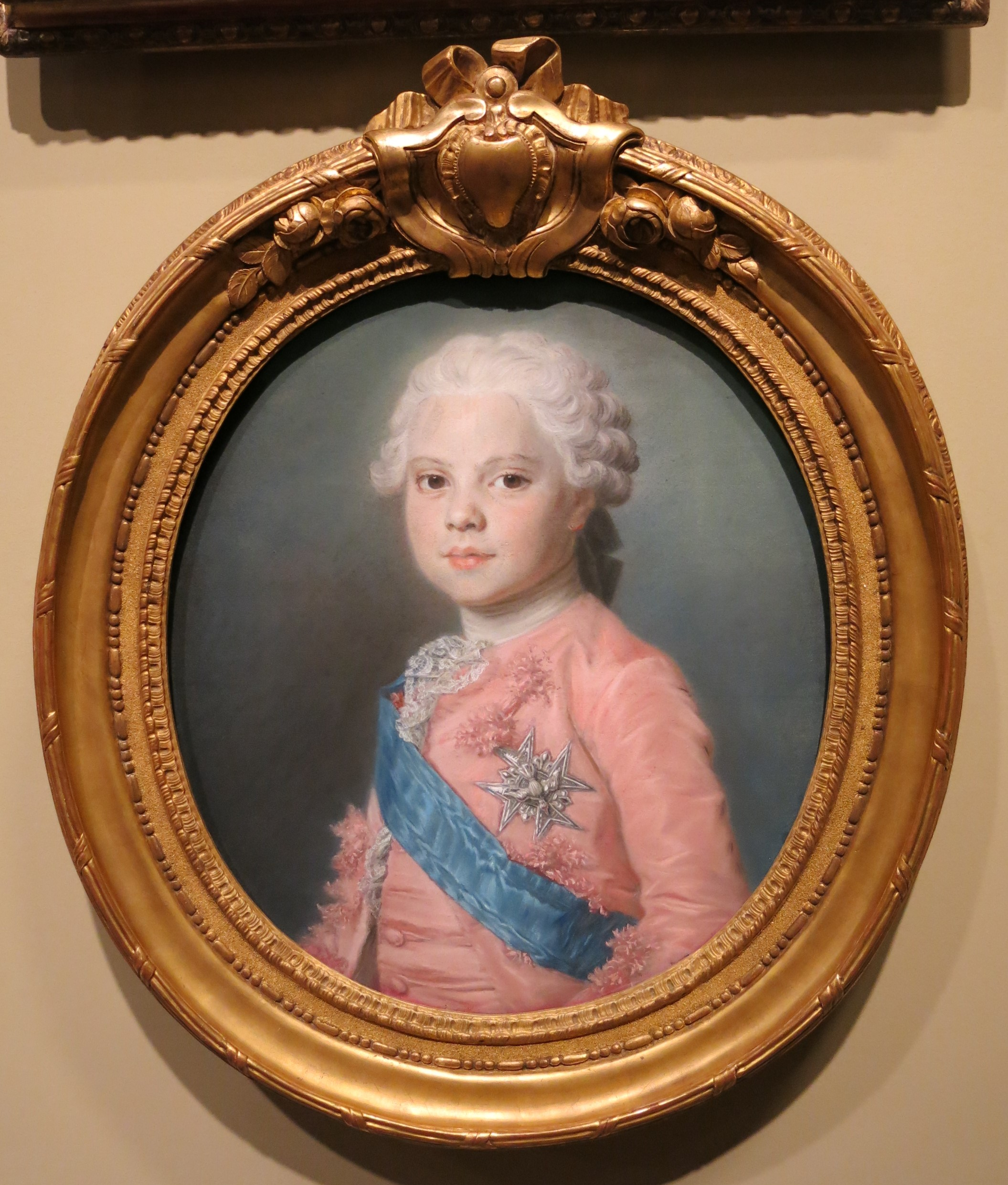
Портрет графа Прованского
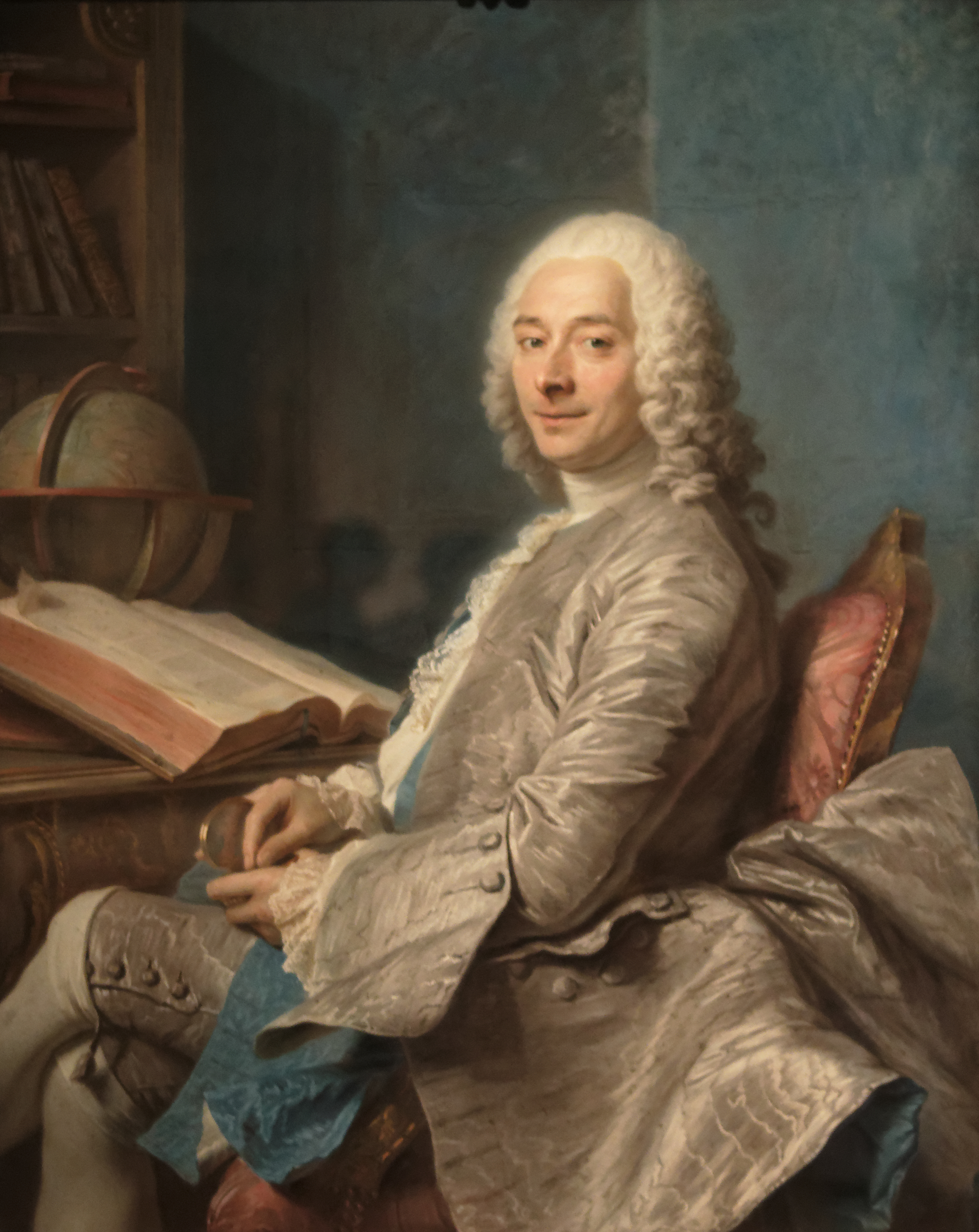
Портрет Луиса Дюваля, королевского секретаря
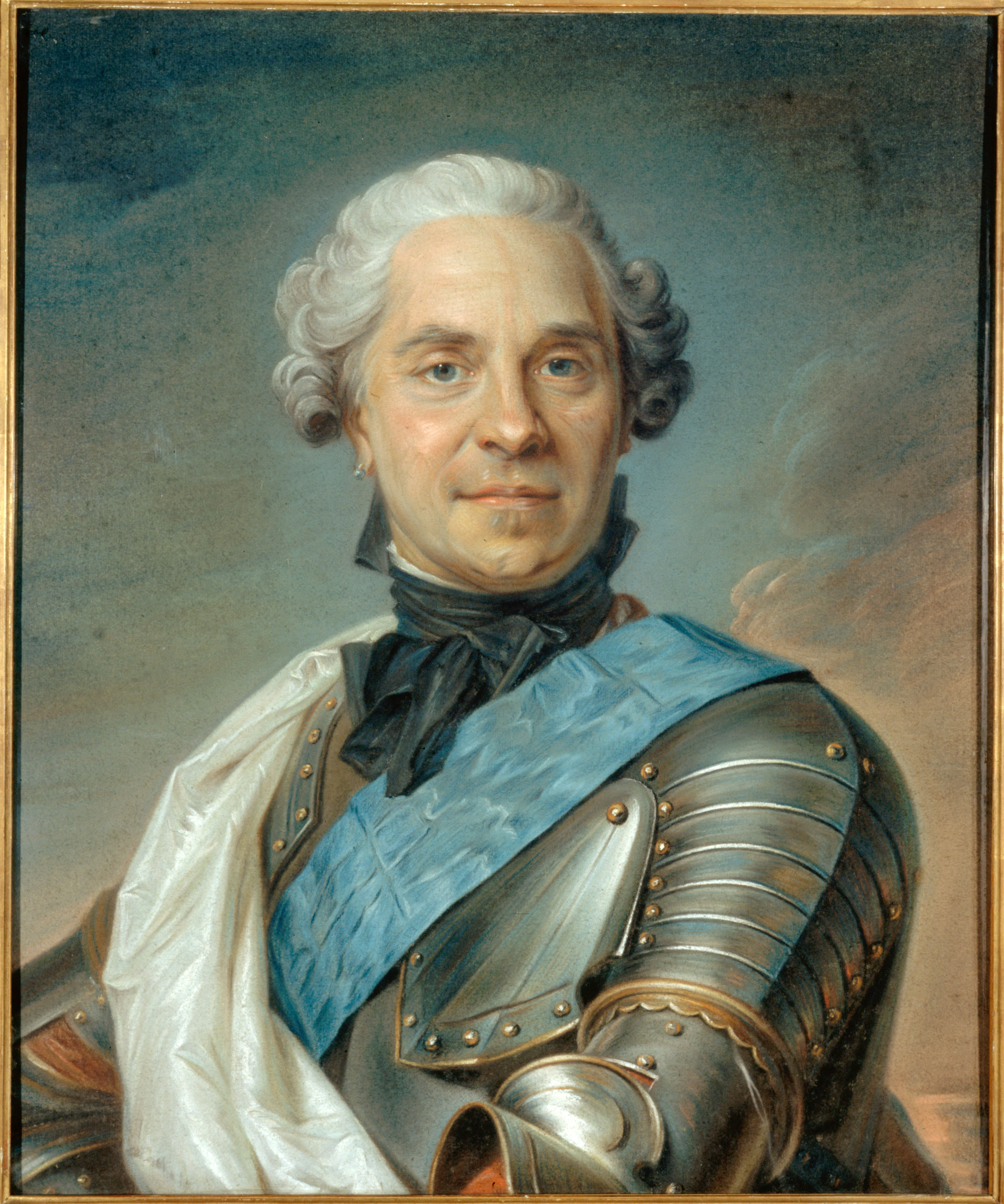
Портрет Морица Саксонского
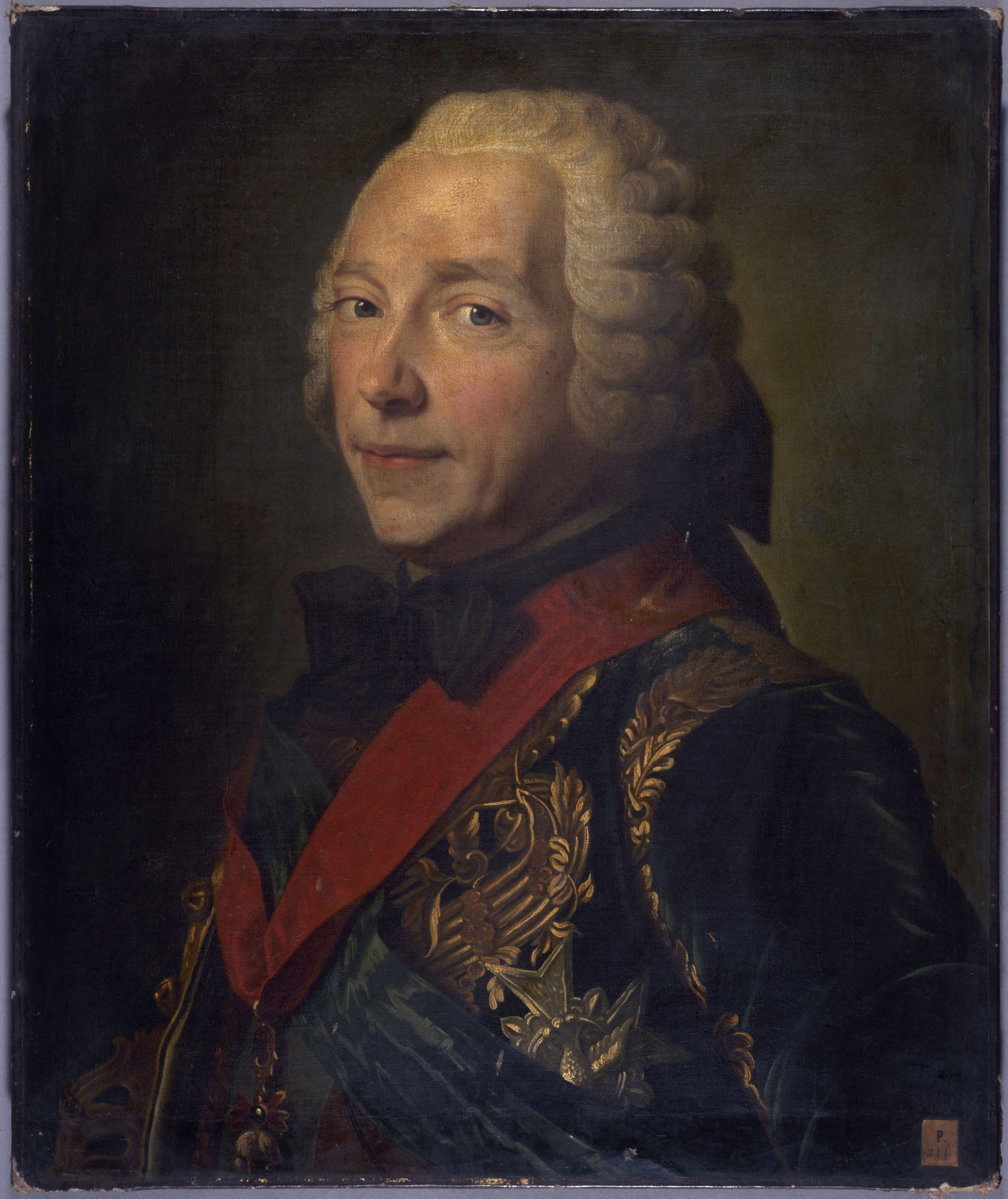
Портрет маршала Бель-Иля
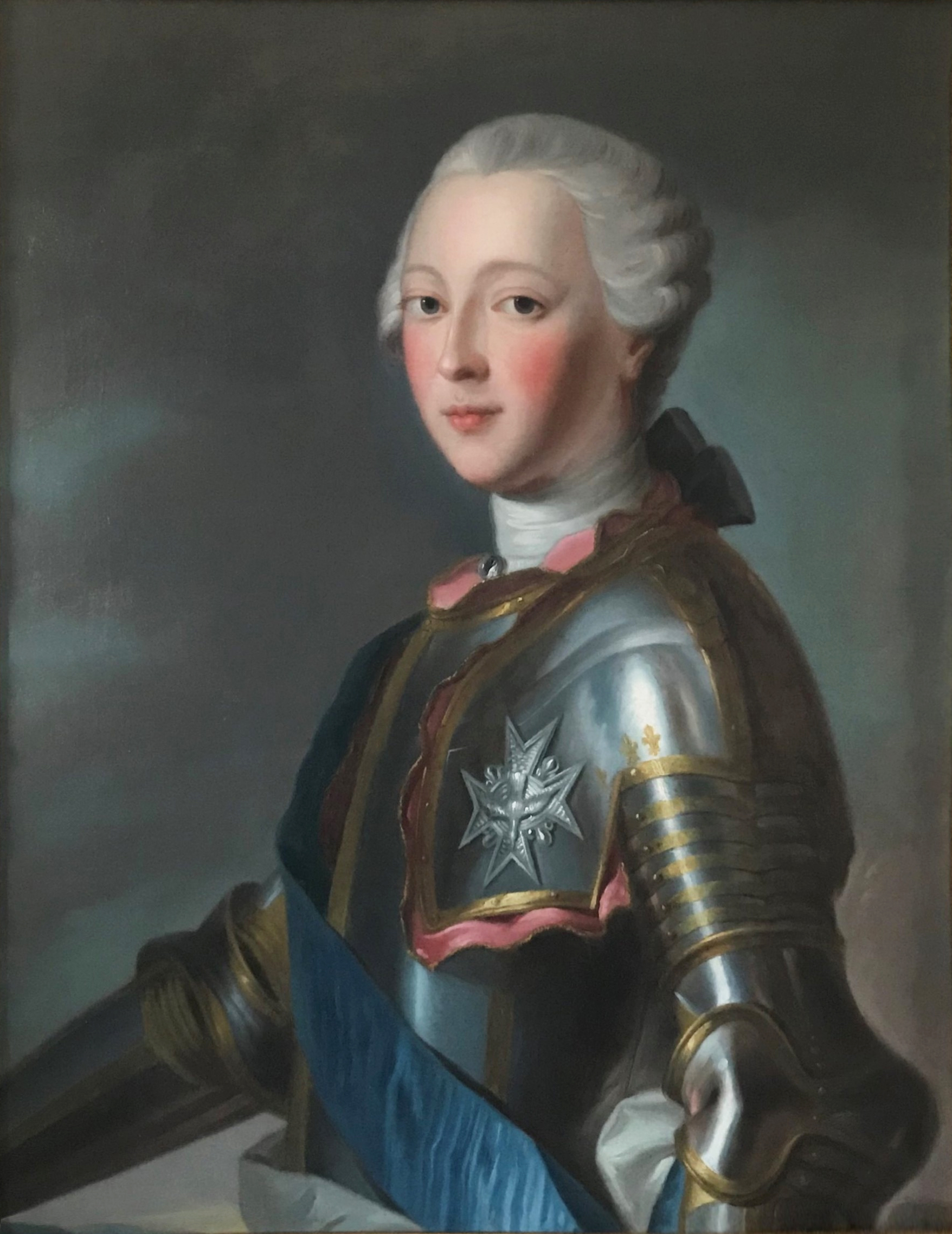
Портрет герцога Пентьевра
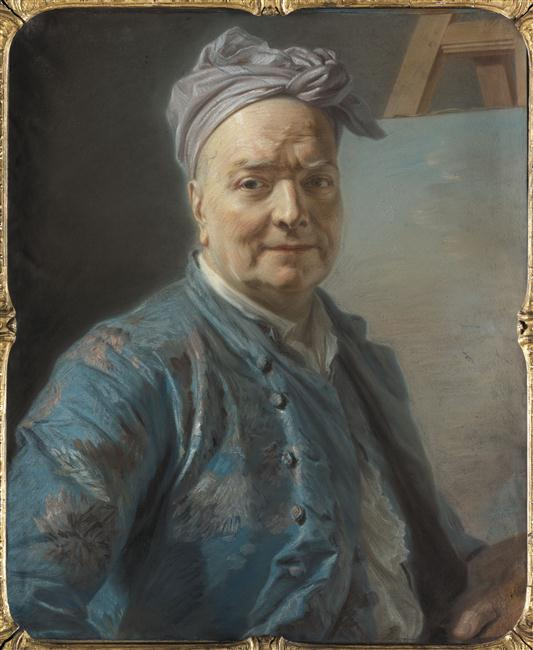
Портрет художника Луи де Сильвестра
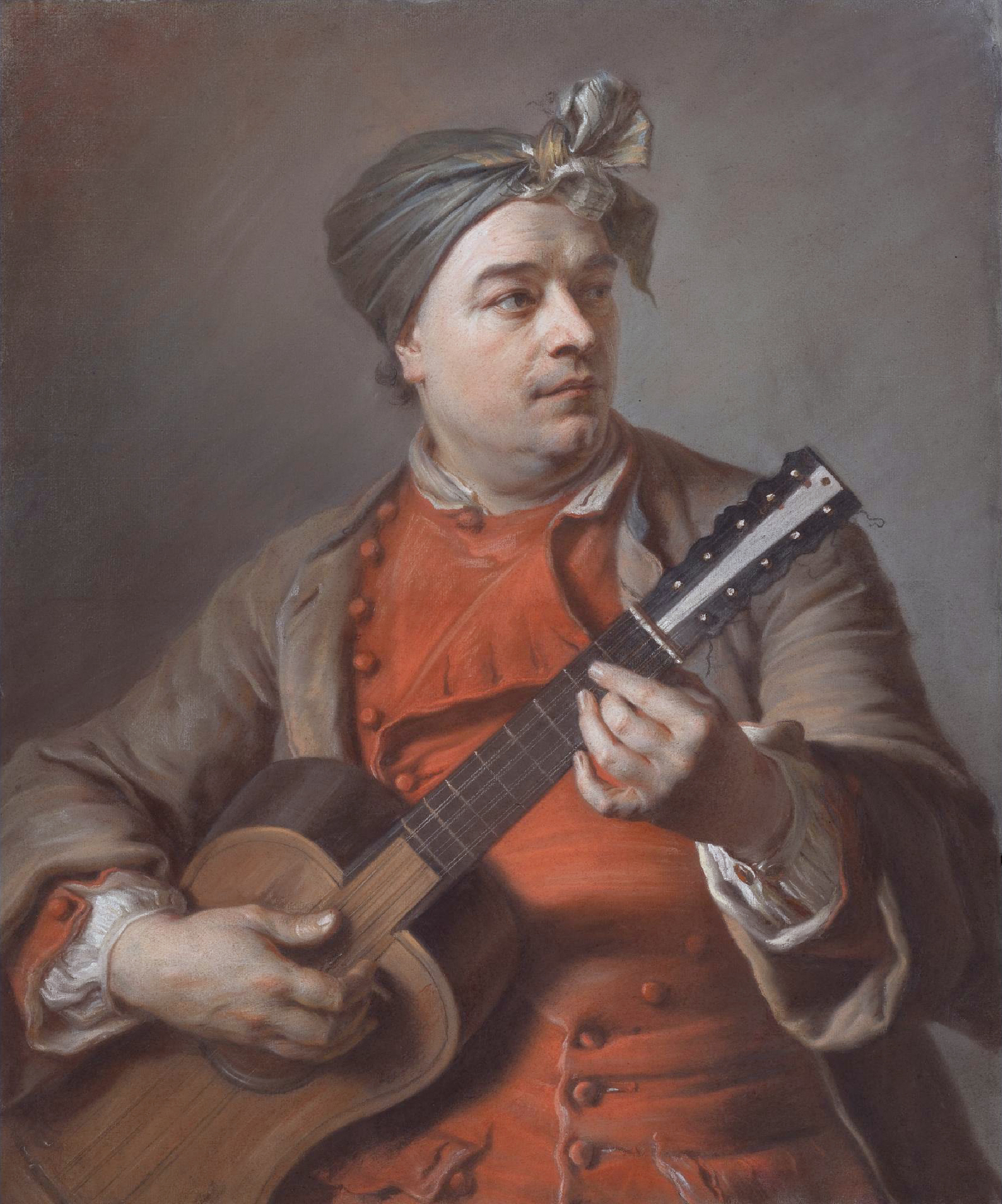
Портрет художника Жака Дюмона
Портрет Марии Софии де Курсийон